# Eva Sršen

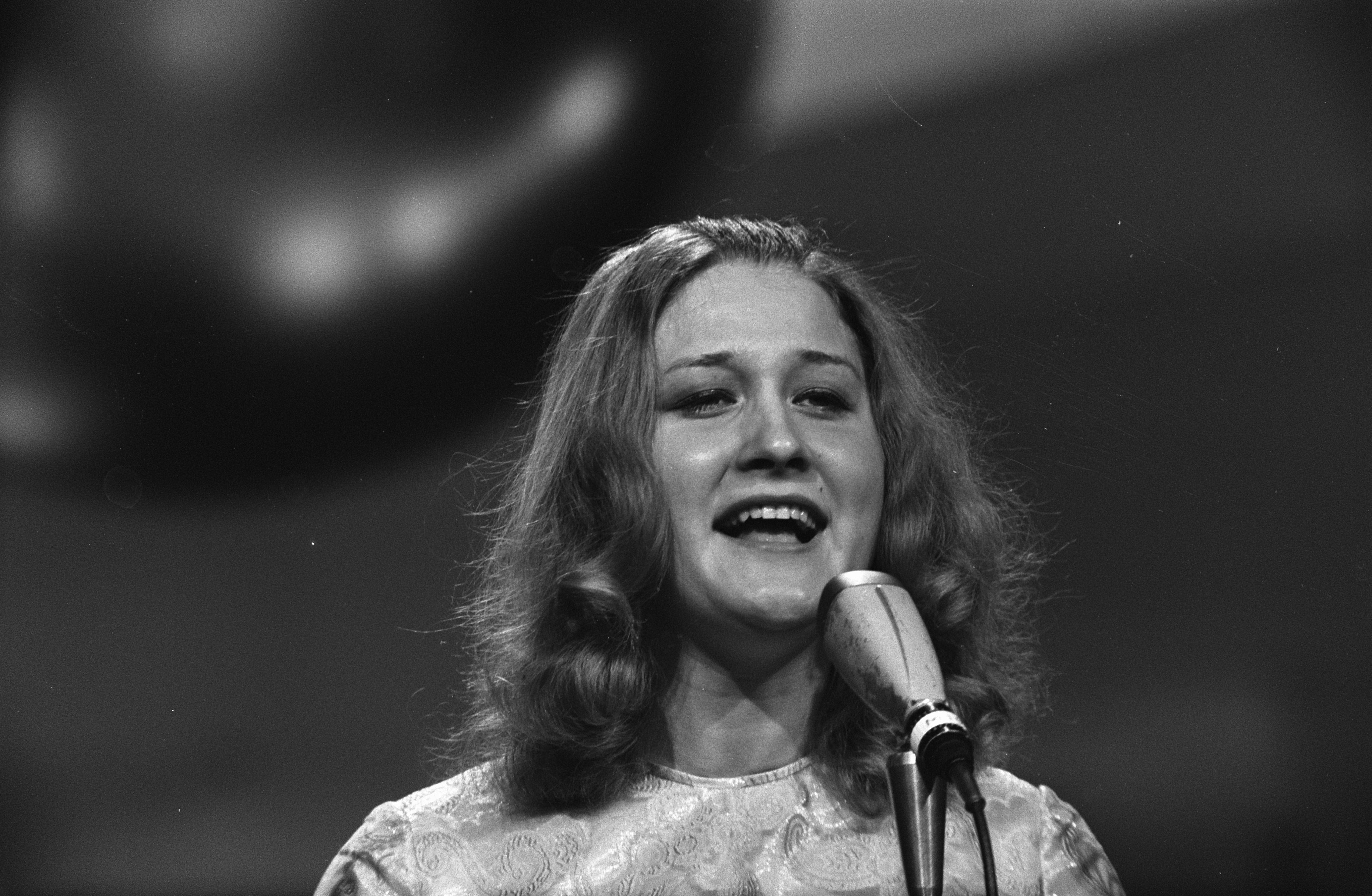
Eva Sršen durante los ensayos del Festival de la Canción de Eurovisión 1970

Eva Sršen (nacida en 1951 en Liubliana) es una cantante eslovena, que tuvo una corta carrera en la música pop en Yugoslavia en la primera mitad de los años 70.
Ella se hizo conocida al ganar la final nacional para representar a Yugoslavia en el Festival de la Canción de Eurovisión 1970. En Ámsterdam, ella interpretó la canción "Pridi, dala ti bom cvet" (en esloveno: "Ven, te daré una flor"), obteniendo el 11.º puesto, con 4 puntos. El sencillo tuvo buenas ventas en Yugoslavia, así como su canción de acompañamiento, "Ljubi, ljubi, ljubi" (en esloveno: "Amor, amor, amor").
En 1974, ella compitió nuevamente en la selección yugoslava, con la canción "Lepa ljubezen" (en esloveno: "Bello amor"), finalizando en 9.º lugar entre 12.º participantes.
A mediados de los años 70, Eva se retiró de la industria musical, aunque vuelve a cantar de vez en cuando. Actualmente vive en Eslovenia.